# Тацуно (княжество)
Княжество Тацуно (яп. 龍野藩 Тацуно-хан) — феодальное княжество (хан) в Японии периода Эдо (1617—1871) в провинции Харима региона Санъёдо на острове Хонсю (современная префектура Хиого)

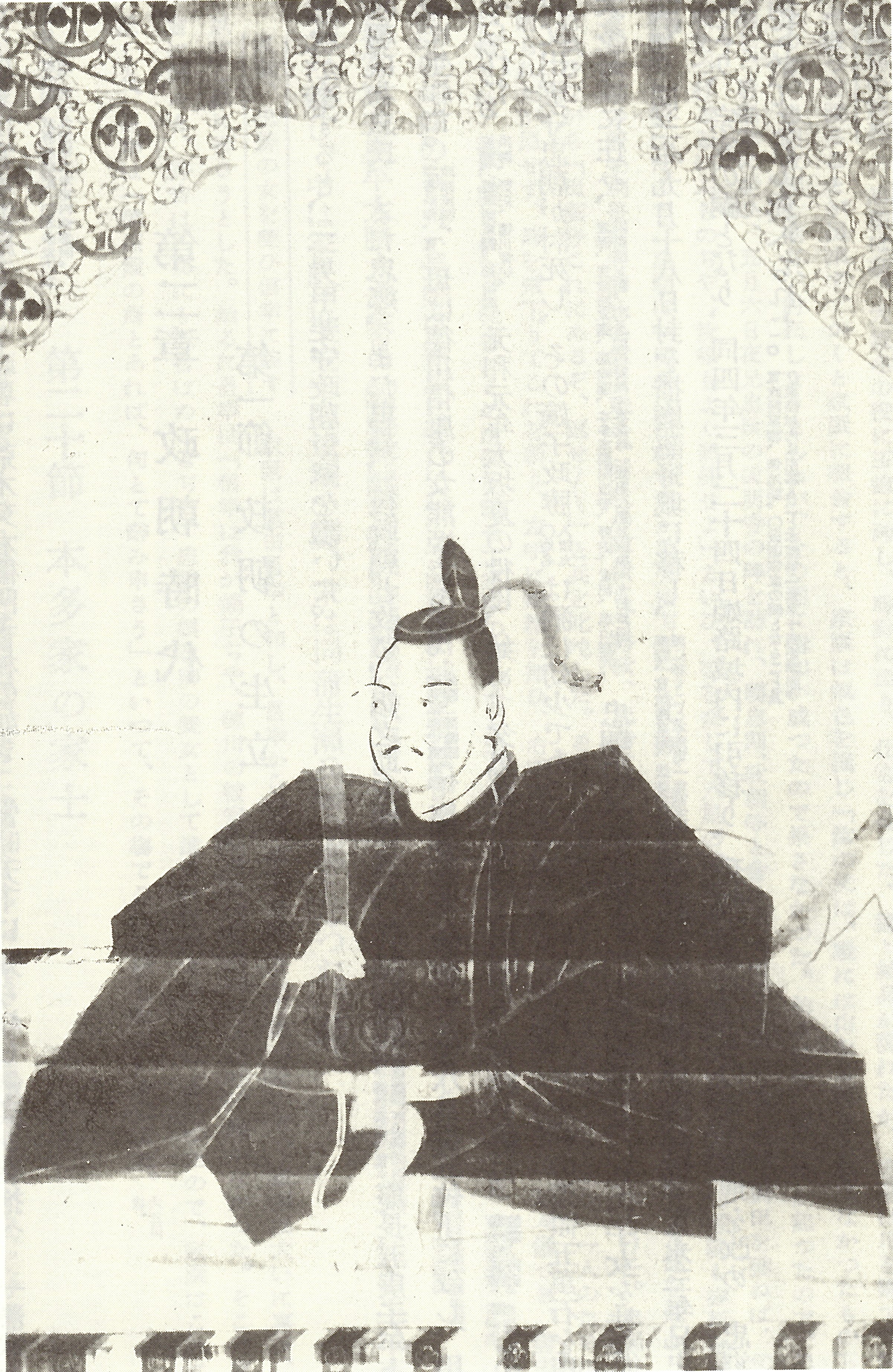
Хонда Мастомо (1599—1638), 1-й даймё Тацуно-хана (1617—1627)

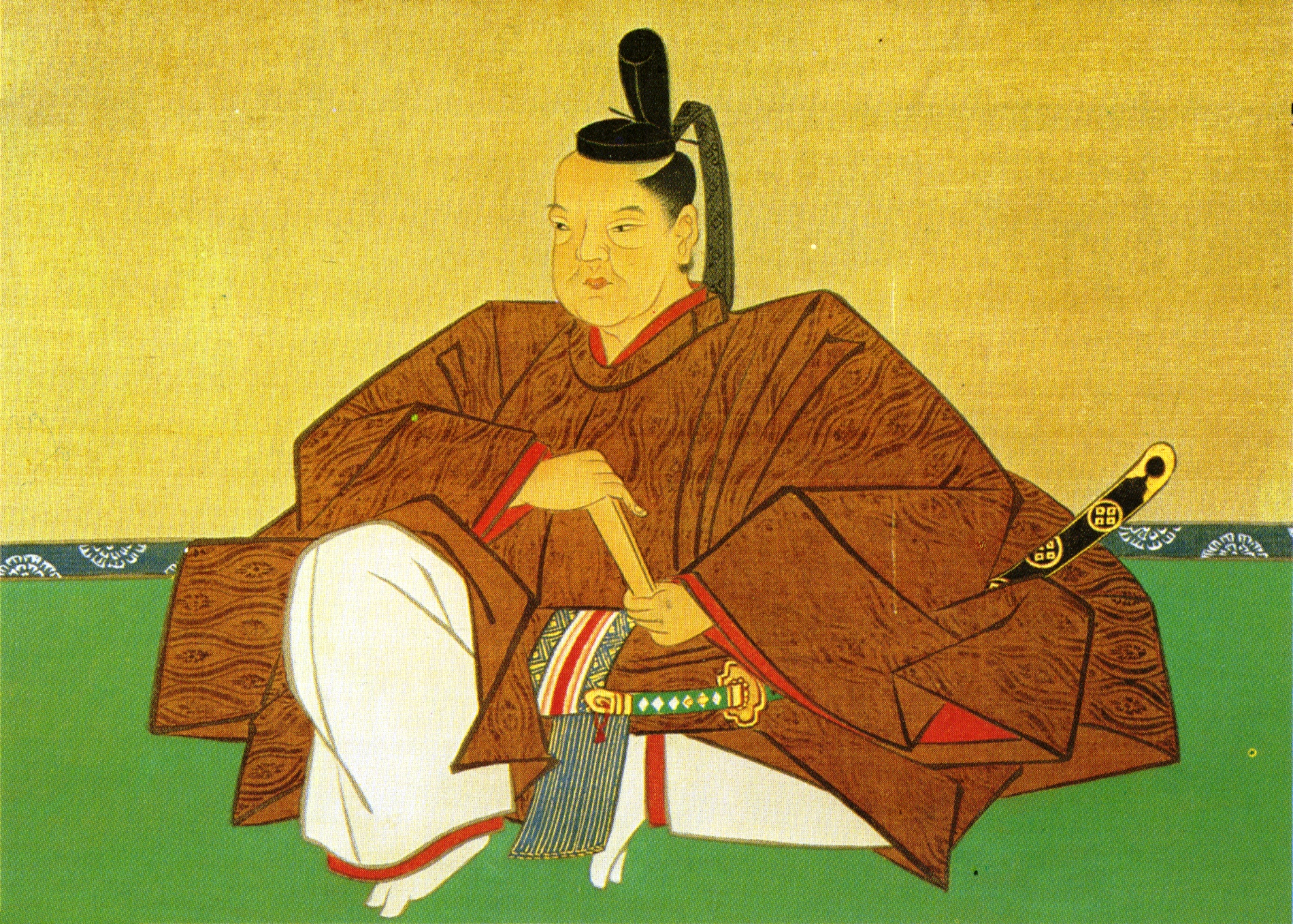
Кёгоку Такадзаку (1619—1662), 1-й даймё Тацуно-хана (1637—1658))

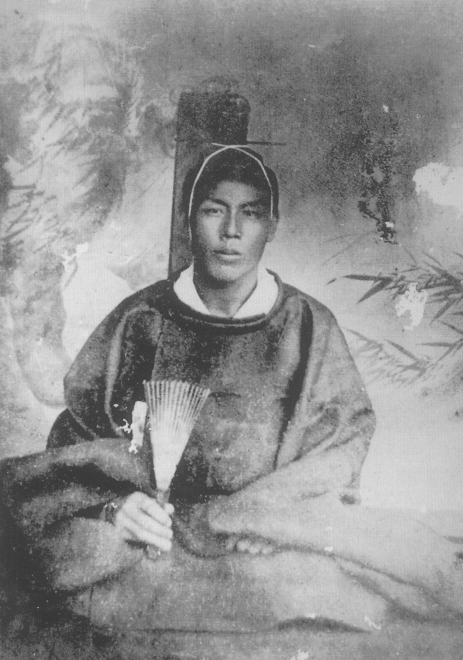
Вакидзака Ясуая (1840—1908), 10-й и последний даймё Тацуно-хана (1862—1871)

Административный центр княжества: замок Тацуно (сейчас город Тацуно, префектура Хиого). В течение большей части своей истории княжество управлялось кланом Вакидзака.
Доход хана:
- 1617—1627 годы — 50 000 коку риса
- 1627—1632 годы — 60 000 коку
- 1633—1635 годы — 50 000 коку риса
- 1637—1658 годы — 60 000 коку
- 1672—1871 годы — 53 000-> 51 000 коку риса

Тацуно-хан находился под прямым управлением сёгуната Токугава в 1632—1633, 1636—1637, 1658—1672 годах.

## Список даймё
- Хонда Масатомо  (1599 — 25 декабря 1638), 1-й даймё Тацуно-хана (1617—1627). Сын Хонды Тадамасы (1575—1631), даймё Кувана-хана (1609—1617) и Химэдзи-хана (1617—1631). С 1615 по 1617 год — 3-й даймё Отаки-хана в провинции Кадзуса, а с 1631 года — 2-й даймё Химэдзи-хана в провинции Харима.

- Огасавара Нагацугу  (21 июня 1615 — 1 июля 1666), 1-й даймё Тацуно-хана (1627—1632). В 1632 году он был переведен в Накацу-хан в провинции Будзэн (1623—1666).

- Окабэ Нобукацу  (1597 — 23 ноября 1668) — 1-й даймё Тацуно-хана (1633—1635). В 1632—1633 — 2-й даймё Огаки-хана. В 1635 году он был переведен в Такацуки-хан в провинции Сэтцу (1635—1640), с 1640 по 1666 год — 1-й даймё Кисивада-хана в провинции Идзуми.

- Кёгоку Такадзаку  (24 апреля 1619 — 3 ноября 1662) — 1-й даймё Тацуно-хана (1637—1658). В 1658 году он был переведен в Маругаме-хан в провинции Сануки на острове Сикоку.

- Вакидзака Ясумаса (28 марта 1633 — 13 мая 1694), 1-й даймё Тацуно-хана (1672—1684). Сын Хотты Масамори (1606—1651), даймё Кавагоэ-хана, Мацумото-хана и Сакура-хана. Приёмный сын Вакидзамы Ясумото (1584—1654), 1-го даймё Иида-хана (1617—1654). С 1654 по 1672 год — 2-й даймё Иида-хана в провинции Синано.

- Вакидзака Ясутеру (22 апреля 1658 — 28 октября 1722) — 2-й даймё Тацуно-хана (1684—1709), второй сын предыдущего.

- Вакидзака Ясудзуми (4 сентября 1685 — 25 марта 1722) — 3-й даймё Тацуно-хана (1709—1722), старший сын предыдущего

- Вакидзака Ясуоки (19 июня 1717 — 14 сентября 1747) — 4-й даймё Тацуно-хана (1722—1747), третий сын предыдущего

- Вакидзака Ясухиро (11 марта 1738 — 31 августа 1757) — 5-й даймё Тацуно-хана (1747—1757), старший сын предыдущего

- Вакидзака Ясудзанэ (2 июля 1745 — 13 августа 1759) — 6-й даймё Тацуно-хана (1757—1759), младший брат предыдущего.

- Вакидзака Ясутика (28 января 1739 — 15 июня 1810), 7-й даймё Тацуно-хана (1759—1784), приемный сын предыдущего

- Вакидзака Ясутада (30 июня 1767 — 15 марта 1841), 8-й даймё Тацуно-хана (1784—1841), второй сын предыдущего

- Вакидзака Ясуори (30 марта 1809 — 10 января 1874), 9-й даймё Тацуно-хана (1841—1862), старший сын предыдущего

- Вакидзака Ясуая (1 января 1840 — 27 февраля 1908), 10-й и последний даймё Тацуно-хана (1862—1871), сын Тодо Такаюки (1813—1895), даймё Цу-хана (1825—1871), приёмный сын предыдущего.